# 新川県

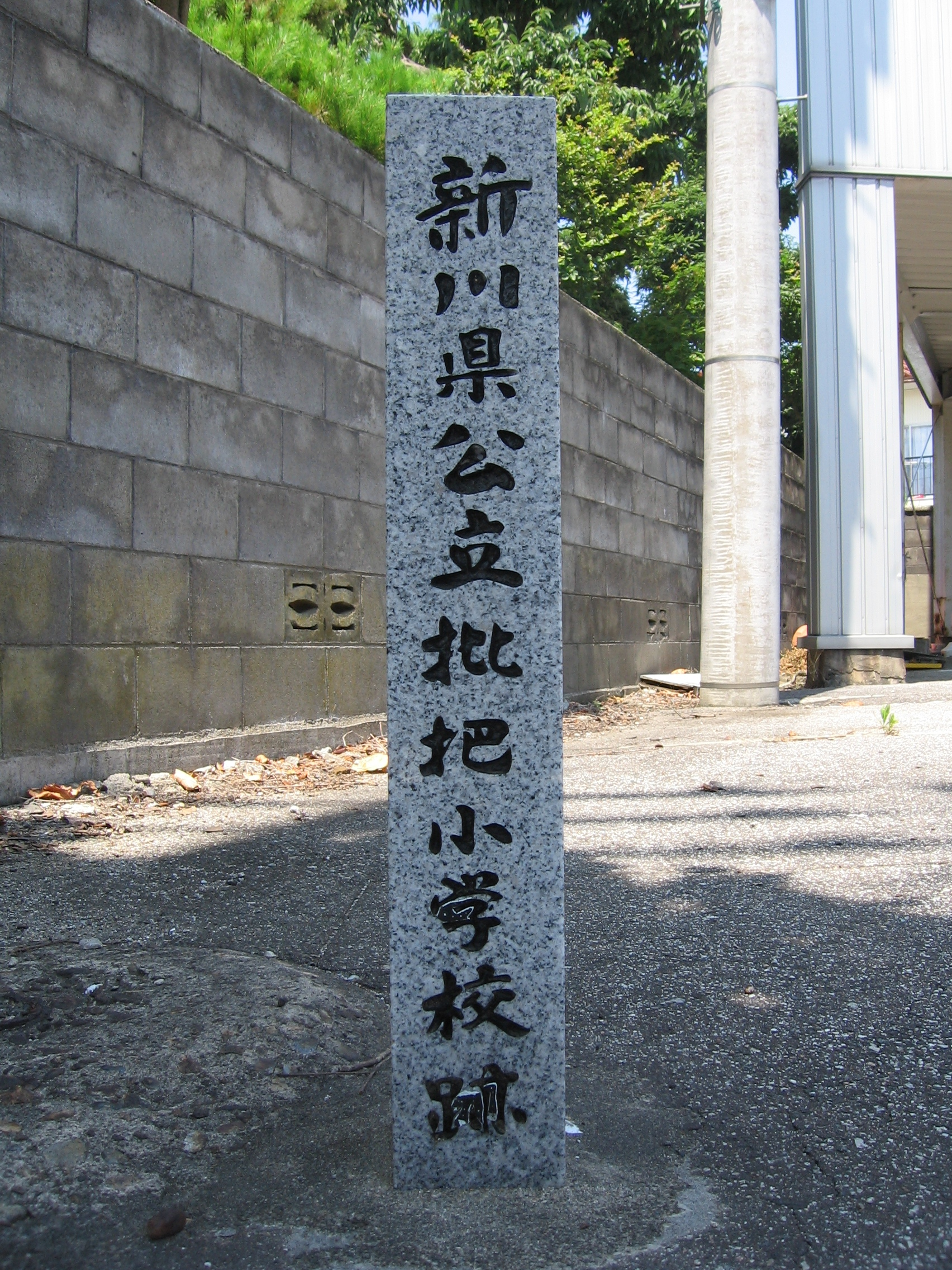
新川県公立枇杷小学校の跡にある記念碑（富山県高岡市）

新川県（にいかわけん）は、1871年（明治4年）に越中国（当初は一部、のちに全域）を管轄するために設置された県。現在の富山県にあたる。

## 概要
1871年（明治4年）、第1次府県統合により、富山県（第1次）全域（かつての富山藩の領域＝婦負郡および新川郡の一部）に、金沢県（かつての加賀藩の領域）の礪波郡と新川郡を併せて成立した。県庁は当初富山県時代の富山の富山城跡に設置しようとしたが、富山城跡が陸軍省の管轄になっていたため大蔵省管轄の県庁を設置することが出来ず、加えて城外に適当な建物が無かったことや新たに建設をする余裕も無かったことから、魚津の旧加賀藩郡代役所（後に魚津町役場が設置される場所）に移され、県名も郡名を取って新川県に改称された。なお、富山には支庁が設置されていた。
越中国のうち射水郡のみは七尾県に編入されていたが、1872年（明治5年）に新川県に編入された。これにより、旧・越中国が初めて1つの県となり、現在の富山県の領域と同じになった。翌1873年（明治6年）9月6日、県庁は富山の富山城跡に戻された。これは魚津の県庁が県の北東にあり出張所（富山・高岡・杉木新）設置のための費用がかさむことや、魚津庁舎自体が狭いという問題、富山に設置した方が経済面・財政面などで様々な利便性があるなどの理由があったためである。また、東岩瀬が県庁所在地として適当ではないかという意見も出ていた他、高岡への移庁も伺い上げていたが、費用面から断念された。なお、県庁移転の際、元の所在地であった魚津の町民から反対の声は無かったどころか、役所が無くなることを心から喜んだことも伝えられている。
1876年（明治9年）、第2次府県統合により新川県全域が石川県に編入され、廃止された（同9月には福井県嶺北も編入される）。その後、旧越中国内で分県運動が展開され、1883年、越中国4郡が石川県から分離され、富山県となった。

## 沿革
- 1871年（明治4年）11月20日 - 第1次府県統合により富山県（第1次）が廃止され、金沢県の一部を編入して新川県が発足。県庁を暫定的に富山に設置[2]。
- 1872年（明治5年）
  - 1月22日 - 新川郡魚津（現在の魚津市）に県庁（仮庁）を設置。3月15日に本庁と定める[2]。
  - 9月25日 - 七尾県のうち越中国を移管。
- 1873年（明治6年）
  - 3月10日 - 県庁から大蔵省宛に富山への県庁復帰を願う上申書を提出[2]。
  - 8月28日 - 太政官より新川県に県庁移転の達しが届く[2]。
  - 9月6日 - 県庁を新川郡富山（現在の富山市）の富山城に移転[2]。
- 1876年（明治9年）4月18日 - 第2次府県統合により石川県に合併。同日新川県廃止。

## 管轄地域
- 越中国
  - 新川郡
  - 婦負郡
  - 礪波郡
  - 射水郡 - 七尾県から編入。

## 歴代知事
- 1871年（明治4年）11月20日 - 1871年（明治4年）12月18日：参事・坂田莠（前高崎県権大参事、前高鍋藩士）
- 1871年（明治4年）12月18日 - 1873年（明治6年）5月29日 ： 参事・三吉周亮（元長府藩家老） - 坂本龍馬と親交があった。
- 1873年（明治6年）11月4日 - 1875年（明治8年）12月9日 ： 権令・山田秀典（前土木権頭、元熊本藩士）
- 1875年（明治8年）12月9日 - 1876年（明治9年）4月18日：県令・山田秀典（前新川県権令）